# El Aguacate, Uriangato
El Aguacate är en ort i Mexiko.   Den ligger i kommunen Uriangato och delstaten Guanajuato, i den centrala delen av landet, 220 km väster om huvudstaden Mexico City. El Aguacate ligger 1 876 meter över havet och antalet invånare är 351.
Terrängen runt El Aguacate är kuperad åt nordväst, men åt sydost är den platt. Runt El Aguacate är det ganska tätbefolkat, med 166 invånare per kvadratkilometer. Närmaste större samhälle är Uriangato, 8,8 km nordväst om El Aguacate. I omgivningarna runt El Aguacate växer huvudsakligen savannskog.